# Flughafen Straßburg

i7
i11
i13
Der Flughafen Straßburg (französisch Aéroport de Strasbourg, IATA-Code: SXB, ICAO-Code: LFST) ist der internationale Verkehrsflughafen der französischen Stadt Straßburg im Elsass. Der Verkehrslandeplatz Straßburg-Neuhof (ICAO: LFGC) befindet sich 11 km weiter östlich.
Als Base aérienne 124 Strasbourg-Entzheim diente er den französischen Luftstreitkräften bis 1994 als Militärflugplatz.

## Lage und Verkehrsanbindung
Der Flughafen liegt auf der Gemarkung der Kommune Entzheim (deutsch Enzheim). Der Bahnhof Entzheim-Aéroport ist weniger als 200 m vom Terminal entfernt und auf überdachtem Weg barrierefrei zu erreichen.

## Geschichte
Der ursprüngliche Standort des Straßburger Flugplatzes lag in Neuhof in der Nähe des Rheins, auf einem alten Militärgelände, das im Ersten Weltkrieg eine Flugschule der Fliegertruppe der Deutschen Heeres-Luftstreitkräfte beherbergte. Nach Kriegsende wurde Neuhof Heimat einer französischen Jagdfliegerschule, dort erwarb Antoine de Saint-Exupéry seinen Pilotenschein. Daneben begann der zivile Luftverkehr auf dem noch heute existierenden, als Aérodrome de Strasbourg Neuhof - Polygone bezeichneten Flugplatz.
Der heutige Flughafenstandort Straßburgs in Entzheim besteht seit 1935. Während des Zweiten Weltkrieges wurde der Flughafen von der deutschen Luftwaffe genutzt.
Nach der Besetzung durch die Alliierten am 6. April 1945 wurde der Flugplatz von den Alliierten als Advanced Landing Ground ALG Y-40 bezeichnet.
Nach dem Krieg wurde er sowohl zivil als auch militärisch genutzt. Zwischen Mai und Oktober 1945 war hier zunächst das 3. Jagdgeschwader, 3e escadre de chasse, stationiert, anschließend bis 1959 beschränkte sich die Militärfliegerei jedoch auf eine Flugschule.
In den 1950er Jahren wurde der Flughafen jedoch bereits zu einer jettauglichen NATO-Basis ausgebaut, der sich Rollwege und Pisten mit dem zivilen Bereich teilte. Die Basis wurde im November 1959 eingeweiht und erhielt im folgenden Februar die Bezeichnung Base Aérienne d'Opérations n°124.
Fliegerischer Hauptnutzer war von Ende 1959 bis zur Schließung der Militärbasis im September 1994 das 33e escadre de reconnaissance. Das Aufklärungsgeschwader bestand aus verschiedenen Aufklärungsgruppen. Hierzu zählten zwischen Ende 1959 und Juni 1961 sowie von Januar 1967 bis zur Schließung der Basis 1994 die escadron de reconnaissance 1/33 „Belfort“ und die escadron de reconnaissance 2/33 „Savoie“, die im März 1960 hinzukam. Ebenfalls 1959 war bereits die escadron de reconnaissance 3/33 „Moselle“ in Straßburg eingetroffen. Letztere lag hier bis zu ihrer Auflösung Ende Juli 1993 und die beiden verbliebenen Gruppen verlegten im Frühjahr 1994 auf die Basis 112 bei Reims.
Anfangs flogen das Geschwader die RF-84F. Zwischen Januar 1963 und 1966 erfolgte die Umrüstung auf die Mirage IIIR (ab April 1968 RD) und zwischen Juli 1983 und Juni 1988 die auf die Mirage F1CR.
Der bis dahin lediglich 18 ha große zivile Bereich des Flughafens wurde durch die Schließung der Basis 124 um das bisher militärisch genutzte Gelände auf 270 ha vergrößert. Der Flughafen wurde in der Folgezeit ausgebaut. Das existierende Passagier-Terminal wurde zwischen 1996 und 1999 erweitert, es entstand 1999/2000 ein neuer Frachtbereich und die Piste wurde im Sommer 2000 erneuert.
Im Mai 2017 wurden die Einrichtungen für die Allgemeine Luftfahrt am Flughafen bei einer Investitionssumme von vier Millionen Euro erweitert um einen 1200 m² großen Hangar, außerdem wurde das Empfangsgebäude für Geschäftsreisende modernisiert und zusätzliche Flugzeugabstellflächen in diesem Bereich geschaffen.
Im Verlauf der COVID-19-Pandemie in Frankreich mit anfänglich besonders vielen Erkrankten im Elsass wurden zur Entlastung der dortigen Krankenhäuser Patienten über den Flughafen Straßburg ausgeflogen. So fand am 29. März 2020 der Transport von zwei Intensivpatienten mit einem Airbus A400M des Lufttransportgeschwaders 62 nach Stuttgart statt, um sie von dort ins Bundeswehrkrankenhaus Ulm zu bringen.
Der Linienflugbetrieb des Flughafens war am 20. März 2020 aufgrund der COVID-19-Pandemie eingestellt worden und wurde am 17. Juni 2020 wieder aufgenommen.

## Ausstattung

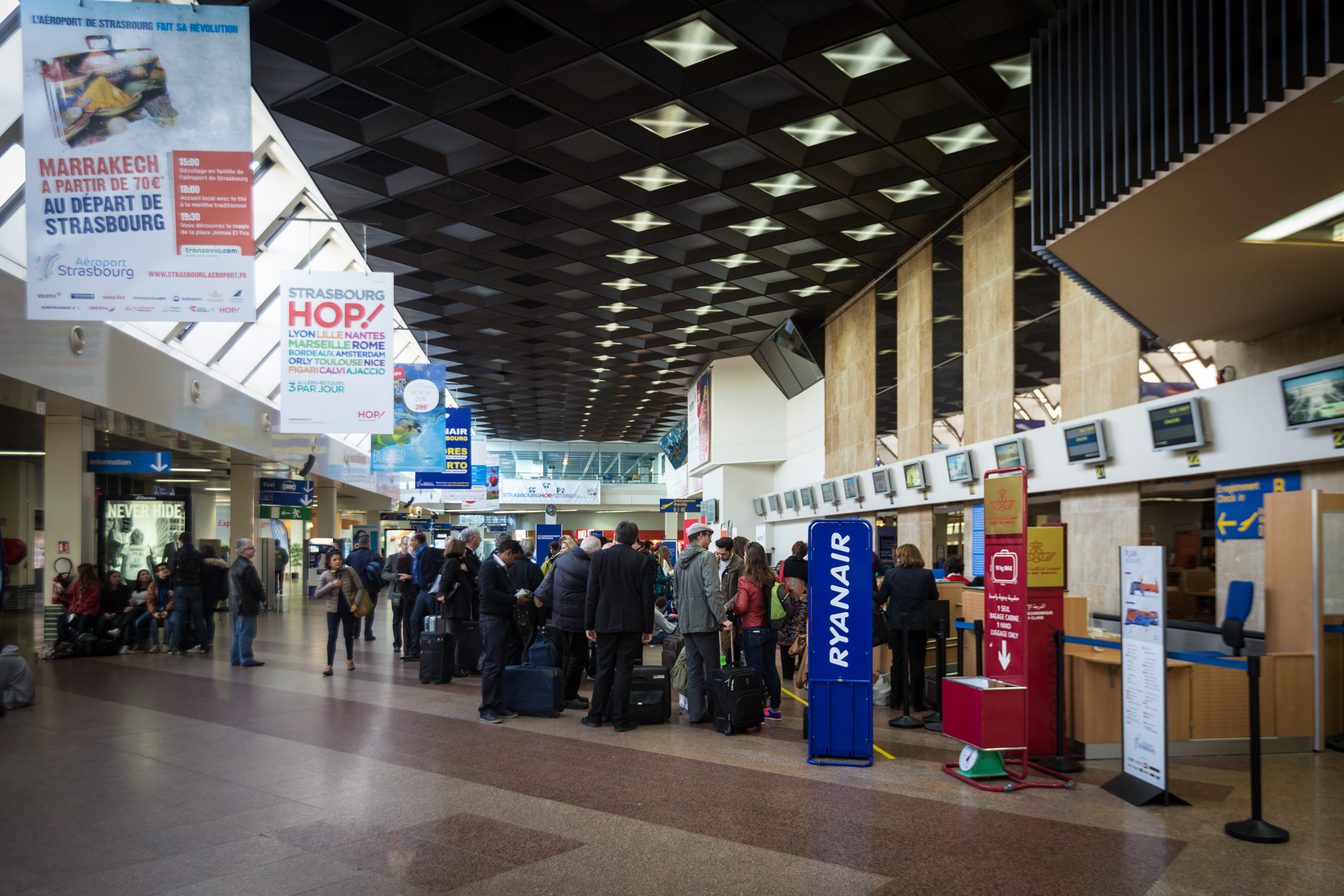
Innenansicht des Terminals

Straßburg-Entzheim, wie der Flughafen auch genannt wird, verfügt über mehrere ILS-Führungen, zwei VOR-Stationen sowie eine DME-Station. Die Start- und Landebahn erlaubt Präzisionsanflüge der ILS-Kategorie III in Anflugrichtung 23 sowie der ILS-Kategorie I in Anflugrichtung 05. Mehrere der Flugzeug-Parkpositionen sind geeignet für self-maneuvering, also das Verlassen der Position mittels eigenem Antrieb des Flugzeuges, ohne dass ein Pushback erforderlich ist.
Die Konstruktion des Terminalgebäudes besteht aus einem markanten, mehrfach abgesetzten Walmdach. Es gibt 23 Abfertigungsschalter sowie sechs Check-in-Automaten von Air France, zwölf Flugsteige mit vier Fluggastbrücken im Abflugbereich und drei Gepäckbänder im Ankunftsbereich. Am Ausgang Richtung Bahnhof befinden sich zudem zwei Fahrkartenautomaten der CTS. Im gesamten Terminal wird ein kostenloser WLAN-Zugang angeboten.

## Betreiber und Abfertigungsgesellschaften

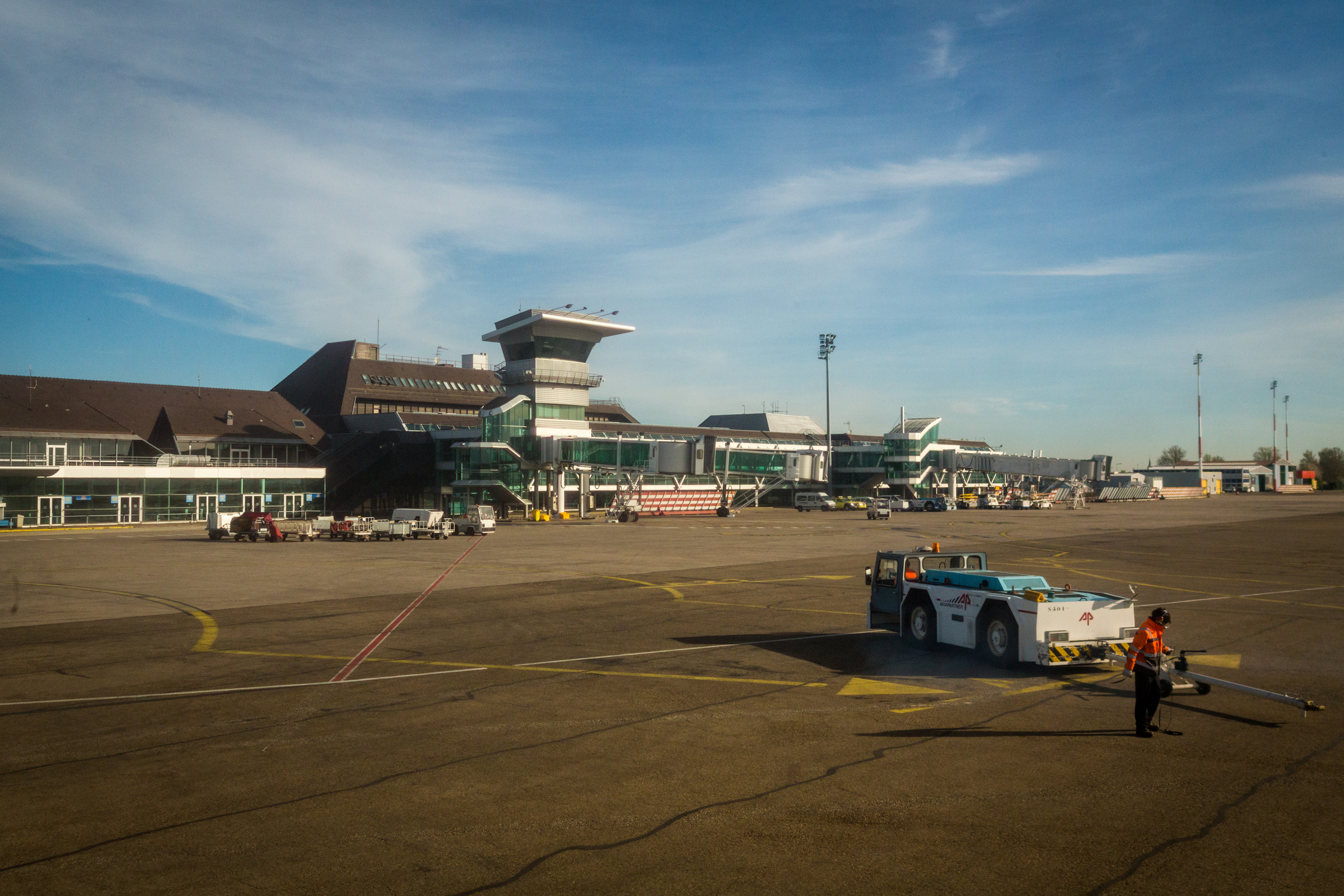
Blick vom Vorfeld auf das Terminal

Die Konzession als Flughafenbetreiber erhielt mit einer Laufzeit bis zum 31. Dezember 2050 die Aéroport de Strasbourg Entzheim SA, eine Aktiengesellschaft in öffentlichem Besitz (60 % französischer Staat, 25 % Industrie- und Handelskammer CCI, 5 % Region Grand Est, 5 % Département Bas-Rhin, 5 % Stadtverband Straßburg). Die Betreibergesellschaft generierte im Jahr 2015 einen Umsatz von rund 22 Millionen Euro.
Vorstandsvorsitzender der Betreibergesellschaft war von März 2010 bis Dezember 2019 Thomas Dubus. Ihm folgte in dieser Position zum 1. Mai 2020 Renaud Paubelle.
An Abfertigungsgesellschaften sind vertreten Air France als Selbstabfertiger für Air France Hop sowie als Drittabfertiger Strasbourg Handling SAS (bis Januar 2017 als Aviapartner Strasbourg SAS firmierend) für alle anderen Fluggesellschaften. Zeitweise war auch Onet Airport Services als Abfertiger für Volotea am Platz vertreten.

## Fluggesellschaften und Ziele

### Linienflüge
Von Straßburg aus werden zahlreiche innerfranzösische Ziele, Flughäfen in Mittel- und Südeuropa sowie Nordafrika angeflogen. Einziges Ziel im deutschsprachigen Raum ist der Flughafen Berlin Brandenburg. Die spanische Billigfluggesellschaft Volotea hat im April 2015 ihre dritte französische Basis in Straßburg eröffnet und hatte zunächst zwei Boeing 717-200 fest stationiert, die nach ihrer Ausflottung ersetzt wurden durch mehrere Maschinen der Airbus-A320-Familie.

### Sonderflüge Europäisches Parlament
In den jährlich zwölf Sitzungswochen des Europäischen Parlamentes gibt es Sonderflüge von Athen, Madrid, Frankfurt am Main (bis Oktober 2016 auch ab München), Warschau und Bukarest. Diese Flüge sind nicht den Europaabgeordneten und deren Entourage vorbehalten, sondern auch für die Öffentlichkeit buchbar.
Des Weiteren verkehren in Sitzungswochen ebenfalls montags und donnerstags ausschließlich für Parlamentarier und Mitarbeiter neben einem Thalys-Sonderzug auch Sonderflüge zwischen Straßburg und Brüssel.

### Flugersatz auf dem Landweg

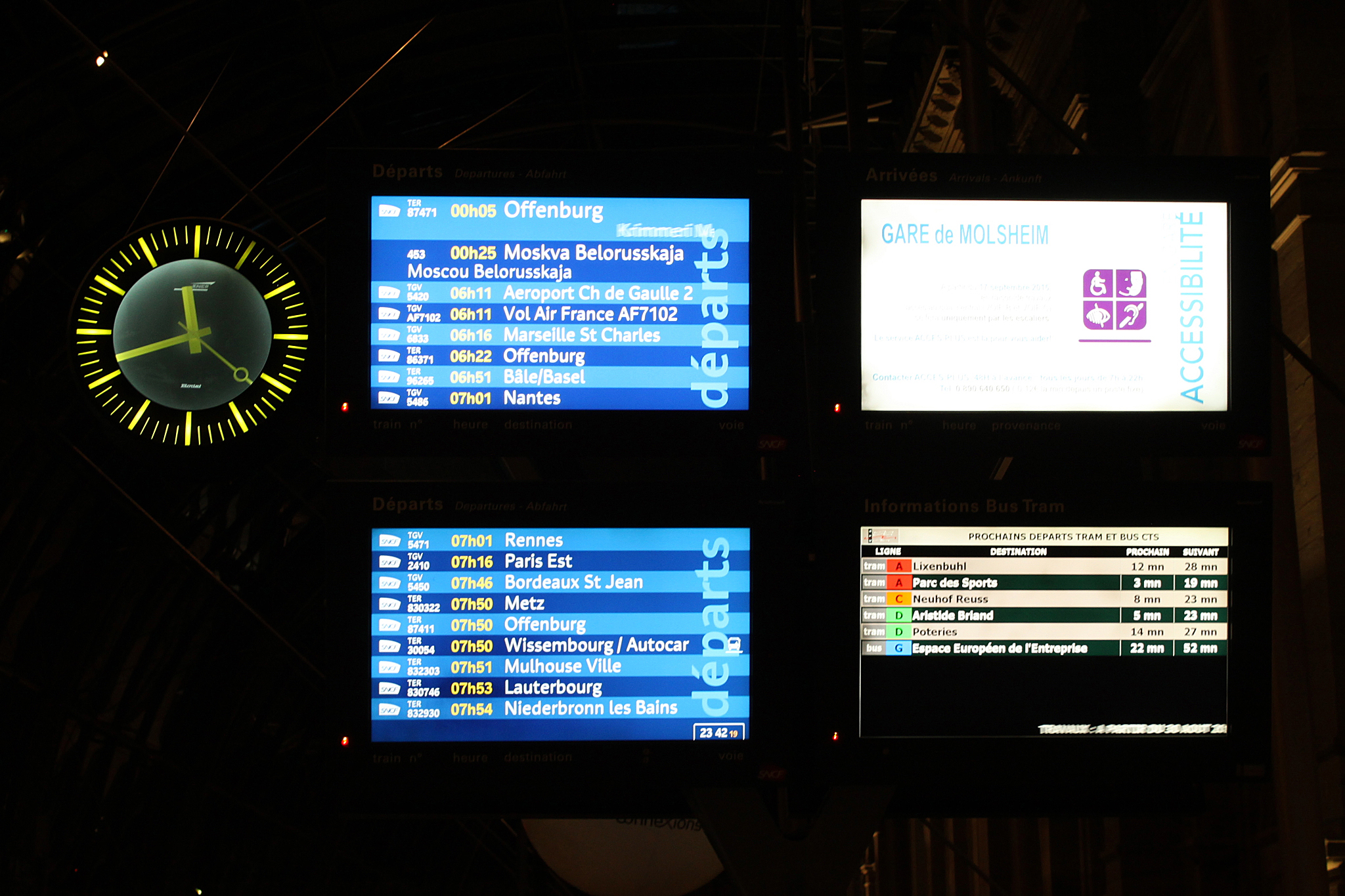
Anzeigetafel im Bahnhof Straßburg: TGV5420 nach Paris mit Flugnummer AF7102 im Codesharing

Air France bietet Reisenden mit Anschlussflügen ab dem Flughafen Paris-Charles-de-Gaulle die Möglichkeit, vom Bahnhof Straßburg aus den TGV als Zubringer bis zum Bahnhof Aéroport Charles de Gaulle 2 TGV zu nutzen. In den Jahren 2013 bis 2019 konnte das Gepäck bereits in Straßburg an Check-in-Schaltern im südlichen Bereich des Bahnhofs aufgegeben werden, von wo es bis zum Zielort durchabgefertigt wurde. Seit Einstellung dieses Services befördern die Passagiere ihr Gepäck im Zug nach Paris selbst. Bei der Buchung erscheint Straßburg dabei mit dem IATA-Code XWG Gare de Strasbourg und die täglich bis zu sechs verfügbaren Zugpaare tragen Air France Flugnummern.
Lufthansa bietet einen Pendelbus-Dienst vom Bahnhof Straßburg zum Frankfurter Flughafen, um Fluggästen das Fliegen auch von Frankfurt aus zu erleichtern. Dabei wird zur Buchung der IATA-Code XER Straßburg Bus Station verwendet. Die sechs Fahrten täglich je Richtung tragen die Lufthansa Flugnummern LH3751 bis LH3762. Aufgabegepäck wird erst in Frankfurt am AIRail-Terminal eingecheckt respektive bereits dort ausgehändigt.

## Zwischenfälle
- Am 20. Januar 1992 um 19:20 Uhr kollidierte ein Airbus A320-111 der Air Inter (Luftfahrzeugkennzeichen F-GGED) im Landeanflug auf den Flughafen Straßburg mit dem Odilienberg (Vogesen) im Elsass. Von den 96 Insassen überlebten nur 9. Gründe waren das Cockpit-Design, Fehlanzeigen der VOR-Antenne, ein Navigationsfehler der Piloten, das Fehlen eines Ground Proximity Warning Systems (aus Kostengründen) sowie mehrstündige Verzögerungen bei den Rettungsmaßnahmen (siehe auch Air-Inter-Flug 148).[21]

- Am 31. August 1993 verunglückte eine Reims-Cessna F406 (F-GJLH) am Flughafen Straßburg. Das Flugzeug wurde zerstört. Der Pilot, einziger Insasse, überlebte den Unfall.[22]